# Plainview (Minnesota)
Pour les articles homonymes, voir Plainview.
Plainview est une ville du comté de Wabasha au Minnesota, aux États-Unis.